# Duane Barry
Duane Barry (Duane Barry et Ascension) est un double épisode constituant les 5e et 6e épisodes de la saison 2 de la série télévisée X-Files. Dans cet épisode, qui fait partie de l'arc mythologique de la série, Mulder et Scully doivent faire face à Duane Barry, un homme qui prétend avoir été enlevé par des extraterrestres.
Le scénario de l'épisode a été inspiré par la grossesse de Gillian Anderson, qui a obligé les scénaristes à trouver un moyen d'éloigner son personnage pendant quelque temps. Chris Carter y a fait ses débuts de réalisateur. L'épisode a obtenu des critiques très favorables.

## Résumé

### Première partie
Duane Barry, un patient d'un hôpital psychiatrique qui se prétend persécuté par les extraterrestres, prend son psychiatre en otage et s'évade. Voulant retourner sur le lieu de son enlèvement mais ayant oublié la localisation de celui-ci, il prend trois autres personnes en otage dans une agence de voyages de Richmond. Mulder et Krycek se rendent sur les lieux tandis que Scully fait des recherches sur le passé de Barry, qui se révèle être un ancien agent du FBI. Une panne d'électricité fait paniquer Barry, qui tire sur un otage. Mulder fait alors évacuer l'otage en acceptant de prendre sa place. Il noue le dialogue avec Barry en échangeant avec lui sur leurs expériences respectives d'enlèvement par des extraterrestres.
Scully arrive à son tour sur les lieux, affirmant que Barry est un menteur pathologique sujet aux accès de violence depuis qu'une balle lui a traversé le lobe frontal plus de dix ans auparavant, en 1982. Mulder persuade Barry de libérer deux otages supplémentaires, les deux femmes du groupe, et finit par le piéger, permettant à un sniper de lui tirer dessus. Le lendemain, alors que Barry est à l'hôpital, Mulder apprend que des implants métalliques semblables à ceux que le forcené avait décrits ont été trouvés sur lui. Scully en fait analyser un et découvre dessus un code-barres microscopique. Elle laisse un message téléphonique à Mulder pour l'informer de sa découverte lorsque Barry, qui vient de s'échapper de l'hôpital, fait irruption chez elle et l'enlève.

### Deuxième partie
Barry, qui a bâillonné Scully dans le coffre de sa voiture, est arrêté dans les montagnes Blue Ridge par un policier et le tue. Une image prise par la caméra du véhicule du policier apprend à Mulder que Scully est saine et sauve. Mulder comprend que Barry se dirige vers le mont Skyland et part avec Krycek, qui prévient l'homme à la cigarette. Mulder prend ensuite le téléphérique de la montagne dans l'espoir de devancer Barry. Krycek le retarde en arrêtant le fonctionnement de l'appareil mais Mulder réussit néanmoins à arriver au sommet. Il trouve le pendentif de Scully dans le coffre de la voiture puis est ébloui par une lumière aveuglante qui s'éloigne rapidement dans le ciel. Il arrête ensuite un Barry fou de joie qui prétend que Scully a été enlevée à sa place.
Mulder manque d’étrangler Barry pendant l'interrogatoire avant de se ressaisir, puis surprend Krycek en train de lui parler. Peu après, Barry fait des convulsions et meurt. L'autopsie du corps est effectuée par des militaires qui refusent de communiquer les résultats à Mulder. Krycek rencontre l'homme à la cigarette et lui suggère d'éliminer Mulder mais essuie un refus. Mulder trouve ensuite un mégot de cigarette dans la voiture de Krycek et accuse celui-ci du meurtre de Barry dans son rapport à Skinner. Krycek ayant disparu sans laisser de traces, Skinner décide de rouvrir le service des « affaires non classées ».

## Distribution
- David Duchovny : Fox Mulder
- Gillian Anderson : Dana Scully
- Steve Railsback : Duane Barry
- Nicholas Lea : Alex Krycek
- CCH Pounder : Lucy Kazdin (première partie seulement)
- Mitch Pileggi : Walter Skinner (deuxième partie seulement)
- Sheila Larken : Margaret Scully (deuxième partie seulement)
- Steven Williams : Monsieur X (deuxième partie seulement)
- William B. Davis : l'homme à la cigarette (deuxième partie seulement)

## Production
L'épisode devait initialement être en une seule partie mais l'état de grossesse avancée de Gillian Anderson conduit l'équipe de scénaristes à le transformer en un épisode en deux parties dans lequel Scully se ferait enlever, la disparition provisoire de son personnage permettant ainsi à l'actrice d'accoucher. L'idée de Scully donnant naissance à un extraterrestre est évoquée avant d'être rapidement rejetée.
Chris Carter imagine le personnage de Duane Barry d'après des récits sur la vie de Phineas Gage, un contremaître des chemins de fer dont la personnalité aurait radicalement changé à la suite d'un traumatisme crânien. Le personnage est d'abord nommé Duane Garry avant d'être rebaptisé lorsque Carter apprend qu'un véritable employé du FBI porte le même nom. L'utilisation par les extraterrestres d'une fraise dentaire sur Barry est inspirée à Carter par le récit d'enlèvement de l'un de ses voisins.
Chris Carter fait ses grands débuts derrière la caméra en réalisant la première partie de l'épisode. Le réalisateur David Nutter lui prodigue ses conseils, et l'expérience apprend à Carter à ne pas tenir pour acquis certains détails qu'il pensait être de peu d'importance en tant que scénariste. Les extraterrestres qui enlèvent Duane Barry sont interprétés par de jeunes enfants. Dans la deuxième partie de l'épisode, lors de la scène sur le téléphérique tournée au mont Grouse, David Duchovny accomplit lui-même les cascades de son personnage. La tagline habituelle du générique, The Truth Is Out There, est transformée pour la deuxième partie de l'épisode en Deny Everything (« Niez tout en bloc »).
La chanson écoutée par Duane Barry alors qu'il conduit en direction du Mont Skyland, avec Scully attachée et baillonnée dans le coffre de la voiture, est Red Right Hand de Nick Cave and the Bad Seeds, extraite du 8e album du groupe Let Love In (1994).
Lorsque Mulder arrive en haut de la montagne et découvre la voiture abandonnée, le moteur et la radio toujours en marche, on peut entendre des infos sur l'arrestation et l'incarcération de Mitch Pileggi et Chris Carter dans une affaire judiciaire (clin d'oeil à l'acteur jouant le personnage de Skinner et le réalisateur de la série).

## Accueil

### Audiences
Lors de sa première diffusion aux États-Unis, la première partie de l'épisode réalise un score de 8,9 sur l'échelle de Nielsen, avec 16 % de parts de marché, et est regardée par 13,9 millions de téléspectateurs. La deuxième partie obtient quant à elle un score de 9,6, avec 16 % de parts de marché, et est suivie par 15,5 millions de téléspectateurs.

### Accueil critique
L'épisode recueille des critiques très favorables. Le magazine Empire le classe à la 18e place des meilleurs épisodes de la série. Le site The A.V. Club le classe parmi les 10 meilleurs épisodes de la série, Zack Handlen mettant en avant l’excellente interprétation de Steve Railsback et estimant que ce double épisode « impressionnant » fonctionne très bien même si la deuxième partie accuse quelques longueurs. Le magazine Entertainment Weekly lui donne la note de A, saluant la créativité et le rythme de l'épisode ainsi que les interprétations de Steve Railsback et Nicholas Lea. Le site Le Monde des Avengers lui donne la note de 4/4. Sarah Stegall, du site Munchkyn Zone, lui donne la note de 3/5.
Dans leur livre sur la série, Robert Shearman et Lars Pearson donnent respectivement aux deux parties les notes de 5/5 et 3,5/5. John Keegan, du site Critical Myth, donne respectivement aux deux parties les notes de 8/10 et 9/10.

### Distinctions
L'épisode obtient quatre nominations lors des Primetime Emmy Awards 1995 dans les catégories du meilleur scénario, de la meilleure actrice invitée (pour CCH Pounder), du meilleur montage et du meilleur montage sonore pour une série. Chris Carter est également nommé aux Writers Guild of America Awards dans la catégorie du meilleur scénario pour une série télévisée dramatique.